# Алоя
А́лоя (латыш. Alojaо файле) — небольшой город на севере Латвии, в Лимбажском крае. До 2009 года входил в состав Лимбажского района, затем до 2021 года являлся административным центром Алойского края.
Название города происходит, предположительно, от ливского слова ala, означающего низина, древняя долина.
Расположен в 120 км от Риги и в 44 км от Валмиеры. Площадь территории города — 2,65 км². Население — 1077 человек (2023).

## Транспорт

### Автодороги
Около Алои (около 150 м от городской черты) проходит региональная автодорога P15 Айнажи — Матиши. К Алое подходит региональная автодорога P13 Лимбажи — Алоя.

### Междугородное автобусное сообщение
Основные маршруты: Алоя — Лимбажи — Рига, Алоя — Айнажи — Салацгрива, Алоя — Руйиена, Алоя — Валмиера.

### Железнодорожный транспорт
В советское время через Алою курсировал поезд Рига — Пярну — Таллин.
До 1996 года до города Алоя следовал пассажирский поезд, но из-за падения пассажиропотока маршрут закрыли, а в 2007 году ветку Скулте — Пярну полностью демонтировали.

## Достопримечательности
- Алойская лютеранская церковь — построена в 1776 году. Алтарь и кафедра — памятники искусства государственного значения, в алтарной части находятся древние захоронения.
- Алойский музей — знакомит с жизнью и деятельностью поэта Аусеклиса, историей и знаменитыми людьми края.
- В окрестностях Алои с 1937 года расположена крахмальная фабрика (производит также кисели и желе)[6].
- Православная церковь Рождества Христова, сложенная из камней и выполненная в византийском стиле по проекту Яниса-Фридриха Бауманиса, была освящена 8 октября 1895 года. Православный приход учреждён в Алое в 1846 году и не закрывался в годы советской власти[7].

## Известные уроженцы
- Смилга, Ивар Тенисович (1892—1937) — советский государственный и партийный деятель, экономист.

## Галерея

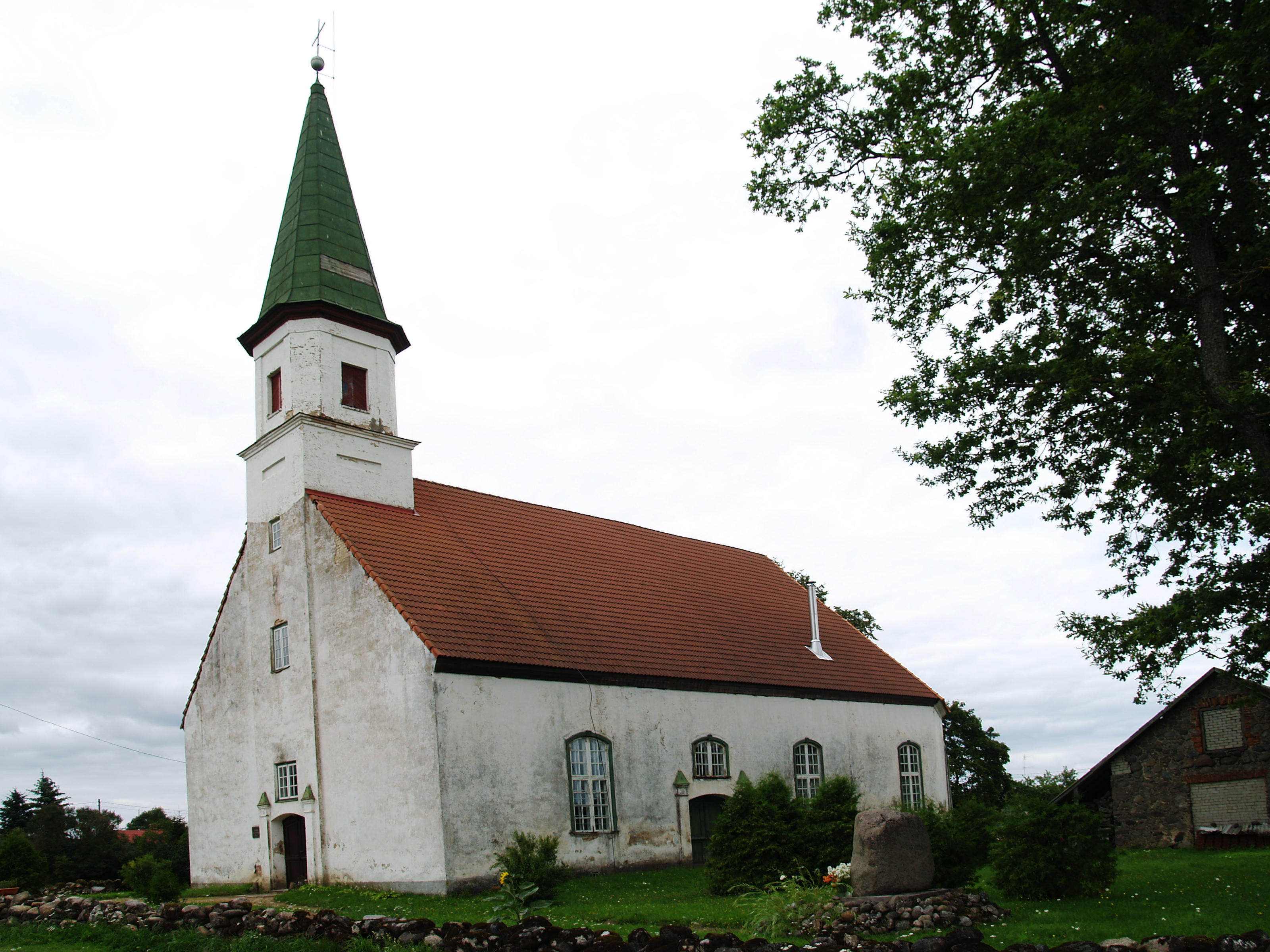
Алойская лютеранская церковь
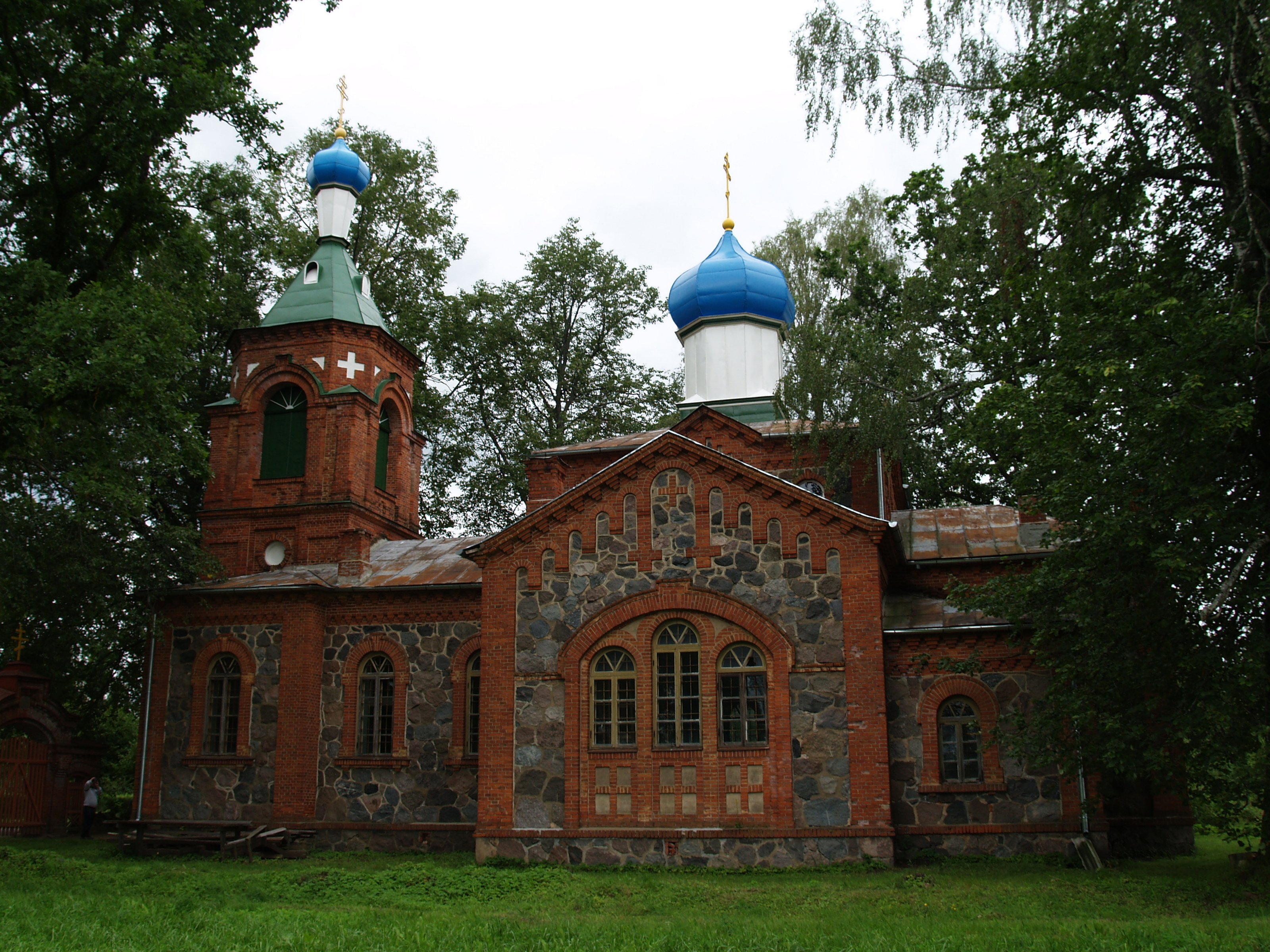
Православная церковь Рождества Христова
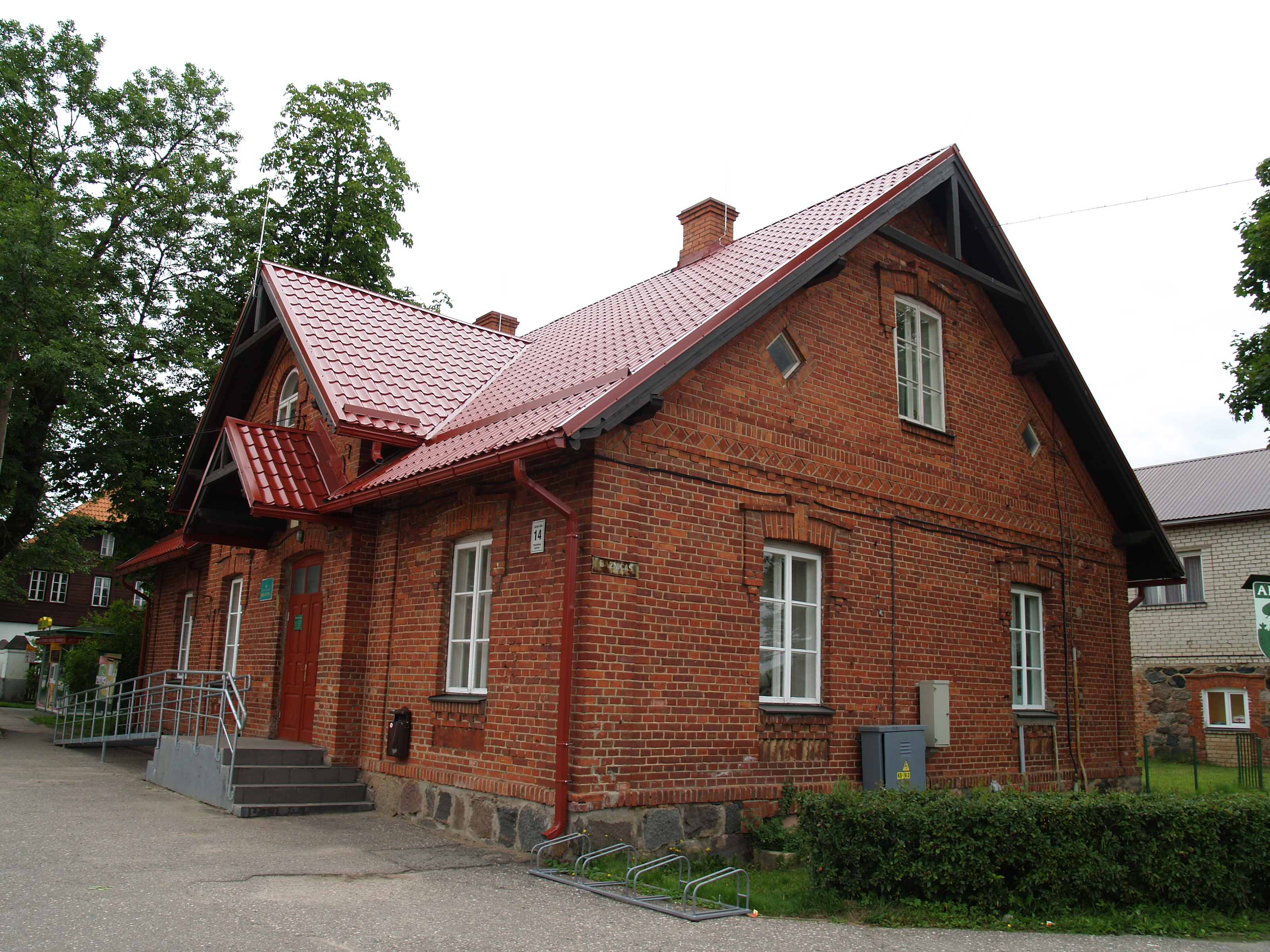
Библиотека
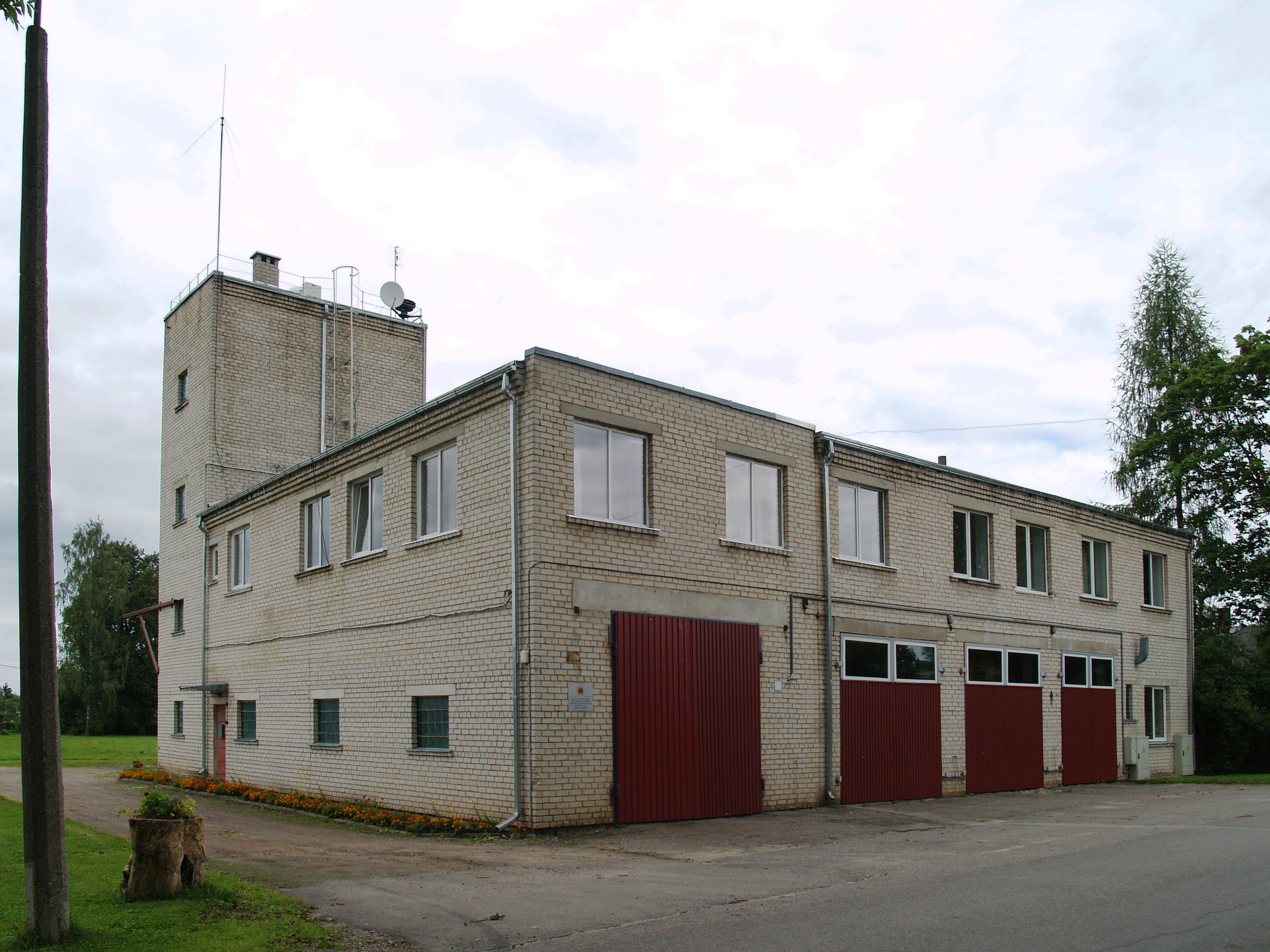
Пожарная станция